# Gulgong
Gulgong est une petite ville située dans la zone d'administration locale de la région du Centre-Ouest dans le centre de la Nouvelle-Galles du Sud en Australie, 

## Géographie
La ville est située à 30 km au nord de Mudgee sur la Castlereagh Highway et à 300 km au nord-ouest de Sydney.
Ancienne ville minière, c'est aujourd'hui une ville touristique.
Son nom est d'origine aborigène et voudrait dire trou d'eau profond en Wiradjuri.

## Démographie
En 2016, la population s'élevait à 2 521 habitants.

## Politique
Gulgong appartient à la zone d'administration locale du Centre-Ouest et relève de la circonscription de Parkes pour les élections à la Chambre des représentants.